# 南大塚站

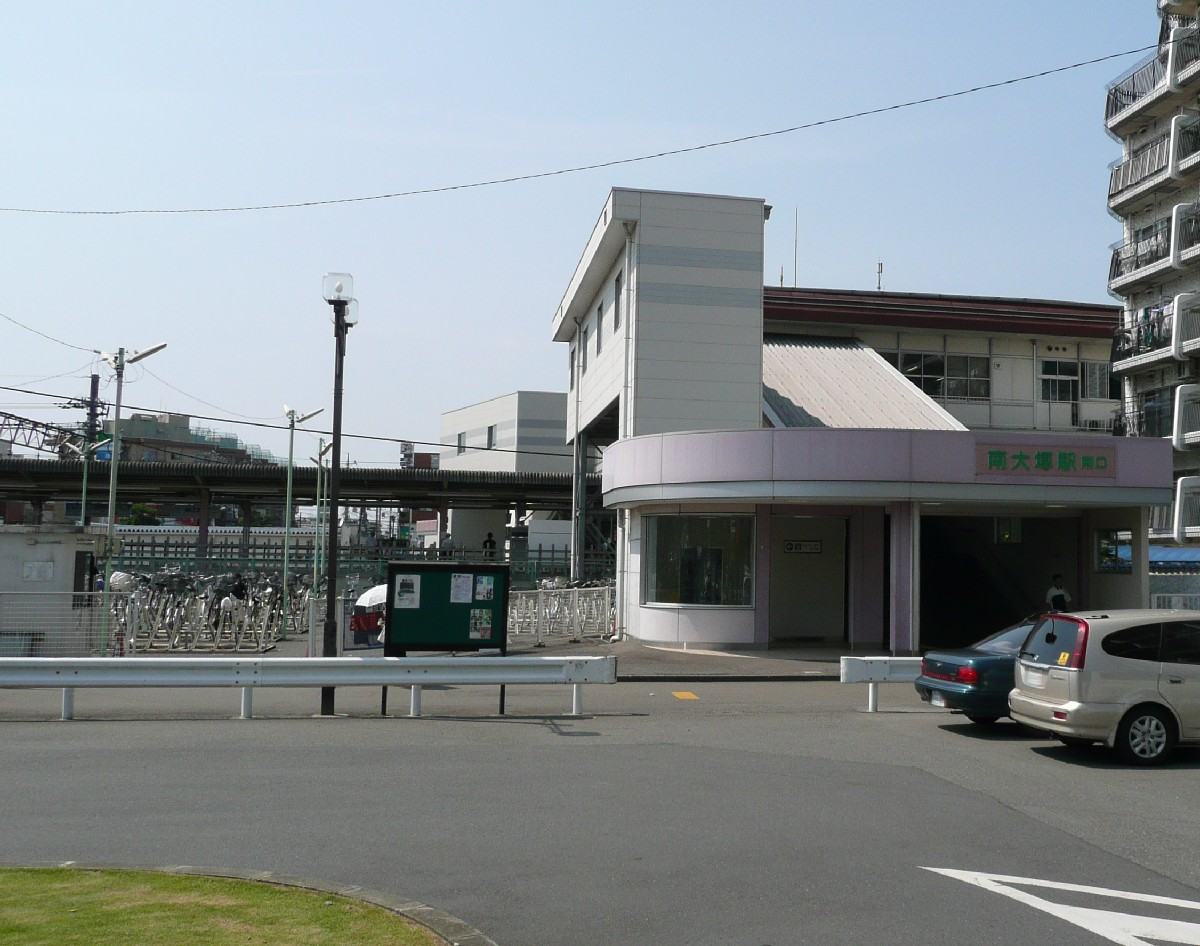
南口(2008年7月)

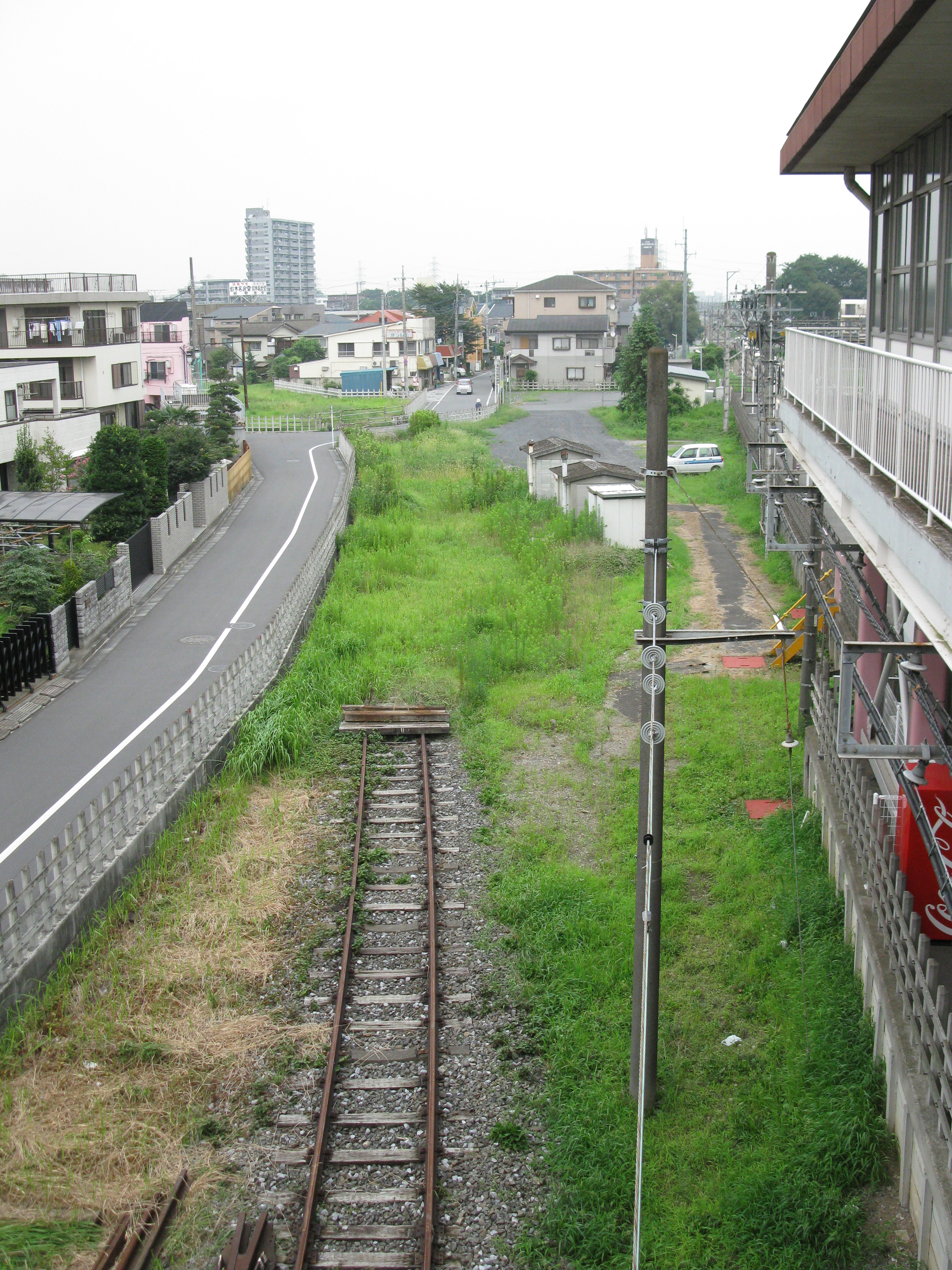
分斷的安比奈線軌道。右端是跨站式站房（2009年8月6日）

南大塚站（日语：／ Minami-ōtsuka eki */?），是位於日本埼玉縣川越市南台三丁目，屬於西武鐵道新宿線的鐵路車站。車站編號是SS28。

## 車站結構
對向式月台2面2線的地面車站，設有跨站式站房。
月台與閘機層、閘機層與南口、北口地面部各自設置升降機聯絡。
廁所位於2號月台樓梯下移動到2樓閘內大堂，設置多機能廁所。

### 月台配置
| 月台 | 路線   | 方向 | 目的地                       |
| ---- | ------ | ---- | ---------------------------- |
| 1    | 新宿線 | 下行 | 往本川越                     |
| 2    | 新宿線 | 上行 | 所澤、高田馬場、西武新宿方向 |

（來源：西武鐵道:車站構內圖）

## 使用情況
- 西武鐵道 - 2016年度1日平均上下車人次為16,350人[利用客数 1]。
西武鐵道全部92個車站當中排行第58位。位於與狹山市的市界附近，亦有狹山市民使用。

近年1日平均上下、上車人次的推移如下表。
| 年度               | 1日平均 上下車人次 | 1日平均 上車人次 | 來源              |
| ------------------ | ------------------ | ---------------- | ----------------- |
| 1997年（平成09年） | 15,653             |                  |                   |
| 1998年（平成10年） | 15,710             |                  |                   |
| 1999年（平成11年） | 15,413             | 7,450            | [ 埼玉県統計 1 ]  |
| 2000年（平成12年） | 15,824             | 7,650            | [ 埼玉県統計 2 ]  |
| 2001年（平成13年） | 15,855             | 7,847            | [ 埼玉県統計 3 ]  |
| 2002年（平成14年） | 15,617             | 7,793            | [ 埼玉県統計 4 ]  |
| 2003年（平成15年） | 15,667             | 7,835            | [ 埼玉県統計 5 ]  |
| 2004年（平成16年） | 15,557             | 7,775            | [ 埼玉県統計 6 ]  |
| 2005年（平成17年） | 15,568             | 7,784            | [ 埼玉県統計 7 ]  |
| 2006年（平成18年） | 16,067             | 8,036            | [ 埼玉県統計 8 ]  |
| 2007年（平成19年） | 15,782             | 7,900            | [ 埼玉県統計 9 ]  |
| 2008年（平成20年） | 16,136             | 8,073            | [ 埼玉県統計 10 ] |
| 2009年（平成21年） | 15,787             | 7,878            | [ 埼玉県統計 11 ] |
| 2010年（平成22年） | 15,487             | 7,744            | [ 埼玉県統計 12 ] |
| 2011年（平成23年） | 15,415             | 7,690            | [ 埼玉県統計 13 ] |
| 2012年（平成24年） | 15,842             | 7,899            | [ 埼玉県統計 14 ] |
| 2013年（平成25年） | 16,281             | 8,122            | [ 埼玉県統計 15 ] |
| 2014年（平成26年） | 15,903             | 7,945            | [ 埼玉県統計 16 ] |
| 2015年（平成27年） | 16,054             | 8,017            | [ 埼玉県統計 17 ] |
| 2016年（平成28年） | 16,350             |                  |                   |

## 相鄰車站
西武鐵道
 新宿線
■通勤急行
通過
■急行、■準急、■各站停車
新狹山（SS27）－南大塚（SS28）－（脇田信號場）－本川越（SS29）

### 曾經存在的路線
安比奈線
南大塚－安比奈

## 外部連結
- 南大塚 - 西武鐵道